# 마시밀라노 알토
마시밀라노 알토(Massimiliano Alto, 1973년 3월 25일 ~)는 이탈리아의 성우이다.

## 더빙

### 애니메이션
- 드래곤볼 Z - 트랭크스 역
- 알라딘 - 알라딘 역